# Stella Isaacs
Stella Isaacs, född 1894, död 1971, var en brittisk politiker. 
Hon var Ledamot av överhuset 1958-1973. Hon var den första kvinnan i överhuset tillsammans med Irene Curzon och Barbara Wootton, som blev medlemmar samma år.